# 路邊的野花不要採
《路邊的野花不要採》，華語經典歌曲。林煌坤作詞，李俊雄作曲，原主唱者為鄧麗君，1973年由台灣麗風唱片發行。〈路邊的野花不要採〉不但是鄧麗君重要代表作之一，在華人世界中亦是家喻戶曉的國民歌曲。

## 歌曲簡介
《路邊的野花不要採》原曲由馬來西亞作曲家李俊雄創作，早在1970年時，麗風唱片所屬的伴奏樂團「太陽神管弦樂隊」曾經推出一張樂曲演奏專輯，其中就收錄了《路邊的野花不要採》這首歌曲。1972年有由譚炳文、李香琴合唱的粵語版本《股票經》，1973年，在麗風唱片公司老闆黃連振先生的構思之下，邀請台灣知名作詞家林煌坤為《路邊的野花不要採》填詞，計畫為公司旗下歌手鄧麗君打造一首新穎的小調歌曲，也因為黃老闆的居中牽線之下，完成這首共同由台馬兩地音樂人合作的〈路邊的野花不要採〉。

## 收錄專輯
專為鄧麗君量身打造的《路邊的野花不要採》最早收錄在她1973年發行的《少年愛姑娘、誰是心上人》專輯中，但當時的編曲、伴奏的樂器和錄音效果都較為簡單陽春。1973年，同一年鄧麗君和日本寶麗金唱片簽約，隨即轉往日本樂壇發展。1977年鄧麗君重新錄製《路邊的野花不要採》，台灣方面是收錄於麗風唱片發行的《鄧麗君金唱片》專輯中，在海外則是收錄於寶麗金唱片發行的《Greatest Hits》專輯中，這才是今日大家常聽到的版本。

## 鄧麗君是原唱者
時今有楊燕是《路邊的野花不要採》的原唱者說法，但這說法並不正確，楊燕版本的《路邊的野花不要採》最早收錄於1976年由環球唱片發行《不要再提起》專輯中，歌曲推出的時間已晚鄧麗君三年。此外，在當年盛行一首歌曲由同公司不同歌手同時錄唱，例如1973年的《月亮代表我的心》就由麗歌唱片旗下歌手陳芬蘭、劉冠霖同時發行，但鄧麗君是麗風唱片旗下歌手，楊燕是環球唱片旗下藝人，兩人並非隸屬同公司，此種說法也不成立。另外，《路邊的野花不要採》的作詞者林煌坤在《小鄧的故事》中表示，這首歌曲他是受麗風唱片公司黃老闆之邀，特地寫給鄧麗君一人的。在當年還沒有智慧財產權觀念的過往歲月，一首歌曲同時被多位歌手演唱的情況極為常見，其實鄧麗君也經常翻唱其它歌手的歌曲，像是《月亮代表我的心》、《何日君再來》、《南海姑娘》和《夜來香》等，鄧麗君就不是原唱者。